# Augusto Leguía y Salcedo

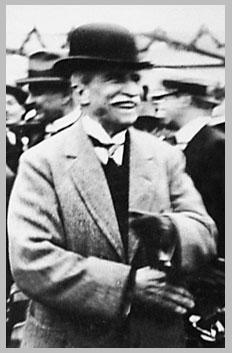
Leguía na een paardenrace in 1924

Augusto Bernardino Leguía y Salcedo (Lambayeque, 19 februari 1863 - Lima, 7 februari 1932) was een Peruaans politicus. Hij was tweemaal president van het land, van 1908 tot 1912 en van 1919 tot 1930.

## Biografie
Leguía was een telg uit een oligarchische familie. Tijdens zijn opleiding in Valparaíso, Chili, diende hij in de Salpeteroorlog van 1879 tot 1881 in de Peruviaanse krijgsmacht.
Na de oorlog vertrok hij naar de Verenigde Staten en had hij een leidende functie bij de New York Insurance Company. Aan het begin van de 20e eeuw had hij een grote rijkdom verworven en keerde hij terug naar Peru. Daar trad hij in 1903 toe tot de politiek als Minister van Financiën, op aandrang van twee leidende personen binnen de Burgerpartij, Manuel Candamo en José Pardo. In 1904, toen Pardo werd gekozen tot president, werd Leguía benoemd tot diens premier. Hij bleef aan, tot hij in 1907 terugtrad om zich voor te bereiden op zijn kandidaatschap in de presidentsverkiezingen in het volgende jaar.

## Eerste ambtstermijn
In 1908 werd Leguía opvolger van Pardo als president van Peru, een afloop die zich in 1919 nogmaals herhaalde. Een van zijn eerste maatregelen bestond uit hervormingen van het sociale en economische systeem. Hiermee poogde hij Peru te industrialiseren en het land in een modern kapitalisme om te vormen.
Op 29 mei 1909 lukte het een groep burgers (aanhangers van de Democratische Partij), in het regeringspaleis binnen te dringen en daar het terugtreden van Leguía op te eisen. Onder de indringers bevonden zich de broer van Nicolás de Piérola en diens zonen. Omdat hij weigerde terug te treden, werd hij door de groep meegenomen en naar het monument van Simon Bolivar meegenomen. Ook hier weigerde hij in te gaan op de eisen, en moest hij met geweld ontzet worden door de politie. Bij deze schermutselingen vonden rond honderd mensen de dood.
In dezelfde tijd was Peru betrokken bij grensconflicten met vijf buurlanden. Het lukte Leguía om de conflicten met Brazilië en Bolivia door middel van onderhandelingen op te lossen.
Aan het eind van zijn ambtstijd in 1912 werd hij opgevolgd door Guillermo Billinghurst, een miljonair en zakenman die ervoor burgemeester van Lima was geweest. In de erop volgende jaren reisde Leguía vaak naar het Verenigd Koninkrijk en de Verenigde Staten, waar hij bank- en financieringsmethoden leerde die hij later ook in Peru toepaste. In deze tijd kwam hij in conflict met de Burgerpartij, waar hij uiteindelijk mee brak.

## Tweede ambtstermijn
In 1919 richtte hij een nieuwe partij op, de Democratische Hervormingspartij, waarmee hij het in de presidentsverkiezingen opnieuw opnam tegen Pardo. Uit vrees dat de regering van de voormalige president samen met de Burgerpartij zijn overwinning niet zou erkennen, lanceerde hij met succes een militaire staatsgreep. Hij trad eerst aan als interim-president, en ontbond in die functie het zittende parlement. Uiteindelijk werd hij door het nieuwe parlement gekozen tot grondwettelijk president van Peru.
Leguía wijzigde in 1920 de Peruviaanse grondwet, waardoor het sindsdien mogelijk was een oneindig aantal malen te worden herkozen als president. De grondwet had verschillende vrije burgerrechten moeten opleveren, maar hij trok zich er weinig van aan en in de praktijk regeerde hij in feite als een dictator. De oppositie werd onderdrukt en talrijke leiders ervan werden in ballingschap gestuurd. Een van de meest prominente van hen was Víctor Raúl Haya de la Torre, die in ballingschap in Mexico de Amerikaanse Populaire Revolutionaire Alliantie (APRA) oprichtte.
Tot een van de succesvolste ondernemingen tijdens Leguía's tweede regeertermijn wordt het moderniseringsprogramma van de hoofdstad Lima gerekend. Gefinancierd door middel van leningen, voerde hij verbeteringen door in onder meer de gezondheidszorg en rioleringen. Ook werd het regeringspaleis gerenoveerd. Verder ondertekende hij grensverdragen met Colombia en Chili.

## Omverwerping
De Grote Depressie had de financiering met buitenlandse investeringen drooggelegd en na een regering van elf jaar werd Leguía's regering omver geworpen. De staatsgreep van 22 augustus 1930 werd geleid door Luis Miguel Sánchez Cerro in Arequipa. Leguía werd gearresteerd en beschuldigd van het onrechtmatig gebruik van overheidsgelden. Tot zijn dood op 6 februari 1932 bleef hij in gevangenschap.